# Aquostic! Live at the Roundhouse
Aquostic! Live at the Roundhouse è un DVD/Blue Ray pubblicato dal gruppo inglese Status Quo nell'aprile del 2015.

## Il DVD/Blue Ray
Al termine del 2014, gli Status Quo decidono di pubblicare Aquostic (Stripped Bare), il loro primo album completamente acustico.
I forti consensi di pubblico e di critica inducono la band ad organizzare, per la prima volta nella sua lunga carriera, una tournée dal vivo con suoni completamente acustici.
Il prodotto documenta proprio il primo show acustico pubblico degli Status Quo, tenuto presso la gremita Roundhouse di Londra il 22 ottobre 2014 e trasmesso in diretta dal secondo canale radiofonico della BBC.
Il lavoro viene pubblicato in versione DVD e Blue Ray. Viene inoltre edita un'edizione deluxe contenente, oltre al DVD/Blue Ray, l'intero concerto in versione audio su due CD.
Il prodotto sale al primo posto delle classifiche video del Regno Unito.

## Tracce DVD/Blue Ray
1. And It's Better Now
2. Break the Rules
3. Again and Again
4. Paper Plane
5. Mystery Song/Little Lady
6. Rock'n'Roll
7. Caroline
8. What You're Proposing
9. Softer Ride
10. Down Down
11. Pictures of Matchstick Men
12. Down the Dustpipe
13. All the Reasons
14. Reason for Living
15. Rollin' Home
16. Don't Drive My Car
17. Claudie
18. Rain
19. Marguerita Time
20. Nanana
21. Whatever You Want
22. Rockin' All Over the World
23. Rock 'Til You Drop
24. Burning Bridges

### Extra
- Dietro le scene

## Formazione
- Francis Rossi - chitarra, voce
- Rick Parfitt - chitarra, voce, ukulele
- Andy Bown - chitarra, mandolino, armonica, piano, voce
- John 'Rhino' Edwards - basso, chitarra, voce
- Leon Cave - chitarra, batteria, voce

Musicisti supplementari
- Geraint Watkins − fisarmonica
- Martin Ditcham − percussioni
- Amy Smith − cori
- Richard Benbow − arrangiamento archi
- Lucy Wilkins − violino
- Howard Gott − violino
- Natalia Bonner − violino
- Alison Dods − violino
- Sophie Sirota − viola
- Sarah Wilson − violoncello